# ブレンダ・カスティージョ
ブレンダ・カスティージョ（Brenda Castillo）は、ドミニカ共和国の女子バレーボール選手である。ドミニカ共和国代表。

## 来歴

### クラブチーム
5人姉妹の三女として生まれ、姉たちの影響で10歳からバレーボールを始める。2007年、San Cristóbalへ入団。2009年、Mirador VCへ移籍。2010/11シーズンはプエルトリコのCriollas de Caguasでプレーした。2012年、アゼルバイジャンスーパーリーグのラビタ・バクーへ移籍。2012/13シーズンのアゼルバイジャンリーグで優勝し、自身もベストリベロ賞を受賞した。2013/14、2014/15シーズンもチームを優勝へ導き、3季連続でベストリベロ賞を受賞した。2015/16シーズンはロコモティフ・バクーでプレーした。2016/17シーズンはブラジル・スーパーリーガのSesi Vôlei Bauruと契約し、リーグのベストディガー部門で1位となった。その後、母国のCristo Rey Volleyball Clubでのプレーを経て、2020/21シーズンは再びブラジルリーグのSesi Vôlei Bauruでプレーし、リーグ4位となった。2021/22シーズンからはイタリアセリエA1のサヴィーノ・デルベーネ・スカンディッチでプレーしている。

### 代表チーム
2007年に15歳で代表入りを果たし、同年のワールドカップではピンチレシーバーで活躍した。翌2008年、日本で開催された北京オリンピック世界最終予選からはレギュラーリベロとして活躍。以後、代表では欠かせないポジションを担う。
2009年の北中米選手権で初優勝へ導き、自身も大会のベストリベロ賞、ベストディガー賞、ベストレシーバー賞の3冠を獲得。同年11月のグラチャンで銅メダルを獲得した。2010年の世界選手権、2011年のワールドカップなどにもレギュラーとして出場した。2012年5月、ロンドン五輪北中米予選で、チーム優勝に大きく貢献し、自らもベストレシーバー賞、ベストリベロ賞に輝いた。同年8月のロンドン五輪ではベスト8入りを果たし、自身もベストリベロ賞を獲得した。
2014年、パンアメリカンカップでは母国を4年ぶりの優勝へ導き、大会のMVP、ベストリベロ賞、ベストディガー賞、ベストレシーバー賞を受賞した。同年9-10月の世界選手権では6位の好成績を残す原動力となった。2015年、ワールドカップでは7位となり、大会のベストリベロ賞を受賞した。2016年、パンアメリカンカップでは2年ぶりに優勝を果たし、ベストリベロ賞、ベストディガー賞、ベストレシーバー賞の3冠に輝いた。
2018年、パンアメリカンカップで準優勝となり、自身もベストリベロ賞、ベストディガー賞、ベストレシーバー賞の3冠を獲得。同年9-10月に日本で開催された世界選手権では9位となった。2021年、ネーションズリーグでは6位となった。同年7-8月の東京オリンピックに出場した。

## 球歴
- オリンピック - 2012年、2021年、2024年
- 世界選手権 - 2010年、2014年、2018年、2022年
- ワールドカップ - 2007年、2011年、2015年
- グラチャン - 2009年、2013年
- ネーションズリーグ - 2018年、2021年、2022年
- ワールドグランプリ - 2007年、2008年、2009年、2013年、2014年、2017年

## 所属クラブ
- サン・クリストバル バレーボールクラブ（2007–2009年）
- Mirador（2009-2010年）
- Criollas de Caguas（2010-2011年）
- ラビタ・バクー（2012-2014年）
- ロコモティフ・バクー（2015-2016年）
- Associação VB（ポーランド語版）（2016-2017年）
- Cristo Rey VC（2017-2019年）
- Associação VB（ポーランド語版）（2020-2021年）
- サヴィーノ・デルベーネ・スカンディッチ（2021-2023年）
- ヴェロ・バレー・ミラノ（2023-2024年）
- サヴィーノ・デルベーネ・スカンディッチ（2024年-）

## 受賞歴
- 2008年 - 北中米連盟女子ジュニア選手権 MVP、ベストリベロ賞、ベストレシーバー賞、ベストディガー賞
- 2009年 - バレーボール女子ジュニア世界選手権 MVP、ベストリベロ賞、ベストレシーバー賞、ベストディガー賞
- 2010年
  - 北中米連盟女子ジュニア選手権 ベストリベロ賞、ベストレシーバー賞、ベストディガー賞
  - バレーボール世界選手権北中米予選（pool-H）MVP、ベストリベロ賞、ベストレシーバー賞、ベストディガー賞
- 2011年 - 北中米選手権大会 ベストリベロ賞、ベストレシーバー賞、ベストディガー賞
- 2012年 - ロンドンオリンピック北中米予選 ベストレシーバー賞、ベストリベロ賞
- 2014年 - パンアメリカンカップ MVP、ベストリベロ賞
- 2015年 - ワールドカップ ベストリベロ[3]
- 2016年 - パンアメリカンカップ ベストリベロ賞、ベストレシーバー賞、ベストディガー賞